# Danie Krige
Danie Gerhardus Krige (Bothaville, 26 agosto 1919 – Johannesburg, 3 marzo 2013) è stato un ingegnere minerario sudafricano.
È stato professore all'Università del Witwatersrand, di Johannesburg, ed è considerato un pioniere nel campo della geostatistica insieme a Herbert Sichel e H.J. de Wijs.

## Biografia
La tecnica di stima krigeage (in francese, tradotta in kriging in inglese) è stata denominata così in suo onore dall'ingegnere francese Georges Matheron nel 1963, che formalizzò il lavoro empirico di Krige per valutare le risorse minerali e per dar maggior risalto al contributo che Krige dette per aumentare la precisione nella stima delle concentrazioni d'oro e di altri metalli nei corpi minerari e nella ricuperabilità delle riserve minerali. Krige, infatti, lavorava nelle miniere d'oro del Sud Africa, e cercò di dare risposte a domande costanti del suo lavoro, in particolare se effettuare stime globali o locali, se stimare la media o la distribuzione completa dei valori, o se stimare valori puntuali o valori di blocchi estratti più grandi.
La parola è stata anche declinata in varie forme, soprattutto in inglese: il verbo è to krige, un'area sarà interpolata o kriged attraverso una procedura di kriging. Anche la pronuncia non è la stessa. Infatti, a parte il krigeage in francese, esiste il krigen o anche krigeln in tedesco. Si trovano poi locuzioni d'uso frequente in geostatistica quali kriging system, kriging matrix e kriging variance.

## Opere
- (EN) A statistical approach to some basic mine valuation problems on the Witwatersrand, in Journal of the Chemical, Metallurgical and Mining Society of South Africa, vol. 52, n. 6, 1951,  pp. 119-139.
- (AF) Statistiese analise van die vernaamste risiko verbonde aan kapitaalbelegging in nuwe Goudmyne in Suid-Afrik, Tegnikon, 1955.
- (EN) Geostatistics and the definition of uncertainty, 93/A, Johannesburg, South African Institute of Mining and Metallurgy, 1981,  pp. A41-47.